# 元八事
元八事（もとやごと）は、愛知県名古屋市天白区の地名。現行行政地名は元八事一丁目から元八事五丁目。住居表示未実施。

## 地理
名古屋市天白区西部に位置する。西は瑞穂区、南は中砂町・道明町に接する。

## 歴史

### 町名の由来
八事の中心地であったことによるという。

### 沿革
- 1932年（昭和7年） - 同年3月、八事塵芥焼却所が愛知郡天白村大字八事植田において竣工[4]。同年5月操業開始[4]。
- 1961年（昭和36年）4月22日 - 下八事土地区画整理組合の設立が認可される[5]。
- 1971年（昭和46年）10月20日 - 昭和区天白町大字八事の一部により、同区元八事一丁目から元八事三丁目がそれぞれ成立する[1]。
- 1973年（昭和48年）4月 - 老朽化に伴い、名古屋市環境事業局八事焼却場廃止[6]。
- 1975年（昭和50年）2月1日 - 天白区編入に伴い、同区元八事一丁目から元八事三丁目となる[1]。
- 1977年（昭和52年）7月31日 - 天白町大字八事の一部が三丁目に編入され、四丁目および五丁目がそれぞれ成立する[1]。
- 1981年（昭和56年）11月 - 名古屋市環境事業局八事中継所建設工事が着工する[7]。八事中継所は、名古屋市南部地域の不燃ごみおよび粗大ごみについて圧縮し、遠方にある名古屋市愛岐処分場への搬入コストの軽減を図るため、八事焼却所跡地に設置された[7]。
- 1982年（昭和57年）7月11日 - 三丁目の一部が音聞山に編入される[1]。
- 2008年（平成20年）11月10日 - 天白町大字植田（字西ノ川原）・天白町大字八事（字上沓打場・ク子上）の各一部を五丁目へ編入[WEB 6]。
- 2011年（平成23年）3月 - 名古屋市環境局八事中継所が廃止[WEB 7]。
- 2012年（平成24年）3月 - なごや生物多様性センターが八事中継所跡に開設[WEB 7]。

## 世帯数と人口
2019年（平成31年）1月1日現在の世帯数と人口は以下の通りである。
| 丁目         | 世帯数    | 人口    |
| ------------ | --------- | ------- |
| 元八事一丁目 | 431世帯   | 985人   |
| 元八事二丁目 | 232世帯   | 552人   |
| 元八事三丁目 | 755世帯   | 1,557人 |
| 元八事四丁目 | 699世帯   | 1,202人 |
| 元八事五丁目 | 841世帯   | 1,566人 |
| 計           | 2,958世帯 | 5,862人 |

### 人口の変遷
国勢調査による人口の推移
| 2000年（平成12年） | 6,245人 | [ WEB 8 ]  |  |
| 2005年（平成17年） | 6,120人 | [ WEB 9 ]  |  |
| 2010年（平成22年） | 6,141人 | [ WEB 10 ] |  |
| 2015年（平成27年） | 6,464人 | [ WEB 11 ] |  |

## 学区
市立小・中学校に通う場合、学校等は以下の通りとなる。また、公立高等学校に通う場合の学区は以下の通りとなる。なお、小学校は学校選択制度を導入しておらず、番毎で各学校に指定されている。
| 丁目         | 小学校                                      | 中学校                 | 高等学校 |
| ------------ | ------------------------------------------- | ---------------------- | -------- |
| 元八事一丁目 | 名古屋市立八事東小学校                      | 名古屋市立御幸山中学校 | 尾張学区 |
| 元八事二丁目 | 名古屋市立八事東小学校                      | 名古屋市立御幸山中学校 | 尾張学区 |
| 元八事三丁目 | 名古屋市立八事東小学校                      | 名古屋市立御幸山中学校 | 尾張学区 |
| 元八事四丁目 | 名古屋市立八事東小学校                      | 名古屋市立御幸山中学校 | 尾張学区 |
| 元八事五丁目 | 名古屋市立八事東小学校 名古屋市立大坪小学校 | 名古屋市立御幸山中学校 | 尾張学区 |

## 交通
- 愛知県道221号岩崎名古屋線[8]
- 愛知県道220号阿野名古屋線[8]

## 施設
- 宮脇公園[8]
- 元八事公園[8]
- 曹洞宗観音寺[8]
- 上八事第三公園[8]
- 名古屋市環境局天白環境事業所・環境活動推進課分室
- なごや生物多様性センター

## その他

### 日本郵便
- 郵便番号 : 468-0066[WEB 3]（集配局：天白郵便局[WEB 14]）。

### WEB
1. ↑  “愛知県名古屋市天白区の町丁・字一覧”.   人口統計ラボ. 2017年10月7日閲覧。
2. 1 2  “町・丁目(大字)別、年齢(10歳階級)別公簿人口(全市・区別)”.   名古屋市 (2019年1月23日). 2019年1月23日閲覧。
3. 1 2  “郵便番号”.  日本郵便. 2019年2月10日閲覧。
4. ↑  “市外局番の一覧”.   総務省. 2019年1月6日閲覧。
5. 1 2  名古屋市役所市民経済局地域振興部住民課町名表示係 (2015年10月21日). “天白区の町名一覧”.   名古屋市. 2017年10月7日閲覧。
6. ↑  “名古屋市天白区の一部で町名・町界変更を実施(平成20年11月10日実施)”. 2018年7月3日閲覧。
7. 1 2  名古屋市環境局環境企画部環境企画課生物多様性の保全担当 (2019年4月27日). “なごや生物多様性センター”.   名古屋市. 2019年5月8日閲覧。
8. ↑  名古屋市役所総務局企画部統計課統計係 (2005年7月1日). “（刊行物）名古屋の町(大字)・丁目別人口 (平成12年国勢調査) 天白区” (xls). 2017年10月8日閲覧。
9. ↑  名古屋市役所総務局企画部統計課統計係 (2007年6月29日). “平成17年国勢調査　名古屋の町(大字)別・年齢別人口 天白区” (xls). 2017年10月8日閲覧。
10. ↑  名古屋市役所総務局企画部統計課統計係 (2012年6月29日). “平成22年国勢調査　名古屋の町(大字)別・年齢別人口 天白区” (xls). 2017年10月8日閲覧。
11. ↑  名古屋市役所総務局企画部統計課統計係 (2017年7月7日). “平成27年国勢調査　名古屋の町(大字)別・年齢別人口” (xls). 2017年10月8日閲覧。
12. ↑  “市立小・中学校の通学区域一覧”.   名古屋市 (2018年11月10日). 2019年1月14日閲覧。
13. ↑  “平成29年度以降の愛知県公立高等学校（全日制課程）入学者選抜における通学区域並びに群及びグループ分け案について”.   愛知県教育委員会 (2015年2月16日). 2019年1月14日閲覧。
14. ↑  郵便番号簿 平成29年度版 - 日本郵便. 2019年02月10日閲覧 (PDF)

### 文献
1. 1 2 3 4 5  名古屋市計画局 1992, p. 875.
2. 1 2  「角川日本地名大辞典」編纂委員会 1989, p. 1476.
3. ↑  名古屋市計画局 1992, p. 695.
4. 1 2  なごやの清掃事業編集委員会 1982, p. 81.
5. ↑  名古屋市土地区画整理組合等一覧 - 公益財団法人名古屋まちづくり公社. 2020年9月14日閲覧.
6. ↑  なごやの清掃事業編集委員会 1982, p. 213.
7. 1 2  なごやの清掃事業編集委員会 1982, p. 232.
8. 1 2 3 4 5 6  「角川日本地名大辞典」編纂委員会 1989, p. 1473.